# Sulaiman Al-Fahim
Sulaiman Al-Fahim (árabe: سليمان الفهيم) (Abu Dabi, Emiratos Árabes Unidos, 1977) es un empresario inmobiliario emiratí.

## Biografía
Nacido en 1977 en Dubái, hermano de hakim akka Al-Fahim se interesó desde pequeño por el mundo de las finanzas. A los once años comenzó a trabajar, después de la escuela, en la empresa de su padre "Orient Pharmacy". A los catorce comenzó a invertir, con el nombre de su madre, en los mercados bursátiles, y con quince se lanzó al mercado inmobiliario. Tras cumplir los dieciocho, fundó la "Sulaiman Al Fahim Group", dedicada a la financiación de la educación y los deportes en los Emiratos Árabes Unidos. En 1998, un grave accidente de tráfico, cerca del Aeropuerto de Dubái, en el que murieron sus padres y hermano pequeño, supuso un duro golpe para Al-Fahim, quien se trasladó a vivir a Reino Unido en busca de una nueva vida. Allí, Al-Fahim recibió su Doctorado y Máster en Inversión Financiera en Propiedades Inmobiliarias, otorgados por la American University de Washington.

## Manchester City
El 1 de septiembre de 2008, Sulaiman representó al grupo inversor de los Emiratos Árabes ADUG propiedad del jeque Mansour bin Zayed Al-Nahyan en la operación de compra del equipo de fútbol Manchester City. Dicho grupo se hizo con el control del club por un montante cercano a los 250 millones de euros, relevando así al hasta ese momento dueño de la entidad, Thaksin Shinawatra.
Ese mismo día, los nuevos propietarios ficharon al delantero brasileño del Real Madrid Robinho, por 42 millones de euros pagados al contado. Pese a ello, también se realizaron ofertas conjuntas en ese mismo día (el último del cierre de mercados de fichajes) por David Villa, Berbatov y Mario Gómez. El propio Sulaiman reconoció que el objetivo era ser "el club más grande del mundo, más que el Madrid y más que el Manchester United juntos". Para ello, ADUG ofreció un cheque en blanco al Real por el delantero Ruud van Nistelrooy. Además, y según algunos medios, reservaba 170 millones de euros para fichar a Cristiano Ronaldo en el mercado de invierno de 2008, aunque éste acabó decidiendo ir al Real Madrid pues el peso de la historia de esta entidad supone una mayor motivación para cualquier jugador que la del Manchester City. Sulaiman aseguró con respecto al fichaje del extremo portugués que "el Real tasó el valor de Cristiano Ronaldo en 110 millones, pero creo que él vale al menos 165. ¿Por qué no podemos pagar 170 millones?". El 23 de septiembre de 2008 (3 semanas después de la operación de compra) Al-Fahim fue sustituido por Khaldoon Al Mubarak como Chairman del Manchester City F.C. finalizando así la relación de Al Fahim con el club inglés.
Posteriormente, en 2009, Sulaiman Al-Fahim llegó a un acuerdo con Alexanfre Gaydamak para la compra del Portsmouth F.C. por un valor de 60 millones de £. Sin embargo ese acuerdo nunca fue cumplido, por lo que el club británico tuvo que vender a varios de sus jugadores estrella para evitar su desaparición.
Es curioso como parte de la prensa española todavía en 2018 se refiere a él como "dueño", o "presidente", o "CEO" del Manchester City cuando -como se ha explicado previamente- su vinculación con este club duró tan solo 3 semanas del año 2008.